# Rassey
Rassey – amerykański zespół i konstruktor wyścigowy, rywalizujący w wyścigach Indianapolis 500 w latach 1946–1951.

## Historia
Założycielem zespołu był Louis Rassey, właściciel stacji benzynowej i warsztatu z Detroit. Po 1943 nabył silnik V16 Miller, a po II wojnie światowej nabył Snowbergera, który był napędzany udoskonalonym przez Lou Meyera i Dale'a Drake'a silnikiem Offenhauser. Sponsorem zespołu została firma Automobile Shippers, należąca do Eugene'a Casarolla, później produkującego samochody Dual-Ghia. W 1946 roku kierowcą zespołu był Henry Banks, który zakwalifikował się na 21 miejscu, ale po 32 okrążeniach odpadł po awarii. Rok później używający jednostki Miller Shorty Cantlon zakwalifikował się na piątym miejscu, ale nie ukończył wyścigu, ponieważ po 40 okrążeniach miał wypadek. Po 1948 roku Rassey sprzedał silnik Miller. W roku 1949 George Lynch zajął ósme miejsce w kwalifikacjach, ale w wyścigu rozbił się. Na edycję w 1950 roku samochód przebudowano. Mimo to Lynch nie zdołał się zakwalifikować, ale pojazd przejął Bill Schindler. Schindler zakwalifikował się jako czwarty, ale nie zdołał on jednak ukończyć wyścigu. W 1951 Lynch ponownie wrócił tym samochodem na wyścig Indianapolis 500, ale model przemianowano z nazwy „Snowberger” na „Rassey”. Wówczas to Automobile Shippers nie był już sponsorem zespołu. Lynch nie zdołał się jednak zakwalifikować

## Wyniki
| Legenda oznaczeń w tabelach wyników Wyświetl szablon na nowej stronie | Legenda oznaczeń w tabelach wyników Wyświetl szablon na nowej stronie                                                                     |
| Oznaczenie                                                            | Wyjaśnienie |
| --------------------------------------------------------------------- | --- |
| Złoty                                                                 | Zwycięzca lub mistrzostwo |
| Srebrny                                                               | 2. miejsce lub wicemistrzostwo |
| Brązowy                                                               | 3. miejsce lub II wicemistrzostwo |
| Zielony                                                               | Ukończył, punktował (w klasyfikacji generalnej, gdy zdobył co najmniej jeden punkt na przestrzeni sezonu, poza trzema powyższymi opcjami) |
| Niebieski                                                             | Ukończył, nie punktował (w klasyfikacji generalnej, gdy nie zdobył co najmniej jednego punktu na przestrzeni sezonu)                      |
| Czerwony                                                              | Nie zakwalifikował się (NZ) |
| Czerwony                                                              | Nie prekwalifikował się (NPK) |
| Różowy                                                                | Nie ukończył (NU) |
| Różowy                                                                | Niesklasyfikowany (NS) (w klasyfikacji generalnej, gdy nie został sklasyfikowany w żadnym wyścigu sezonu)                                 |
| Czarny                                                                | Zdyskwalifikowany (DK) |
| Czarny                                                                | Wykluczony (WYK/EX) |
| Biały                                                                 | Nie wystartował (NW) |
| Biały                                                                 | Kontuzjowany (K/INJ) |
| Biały                                                                 | Wyścig odwołany (OD/C) |
| Bez koloru                                                            | Został wycofany (WYC/WD) |
| Bez koloru                                                            | Nie przybył (NP/DNA) |
| Bez koloru                                                            | Nie brał udziału w treningach (NT/DNP) |
| Bez koloru                                                            | Nie został zgłoszony (–) |
| Pogrubienie                                                           | Start z pole position |
| Kursywa                                                               | Najszybsze okrążenie wyścigu |
| †                                                                     | Nie ukończył, ale jego rezultat został zaliczony ze względu na przejechanie więcej niż 90% dystansu wyścigu.                              |
| *                                                                     | Sezon w trakcie |
| 1/2/3                                                                 | Punktowana pozycja w sprincie kwalifikacyjnym                                                                                             |
| Lista systemów punktacji Formuły 1                                    | |

### Indianapolis 500
| Rok  | Kierowca       | Nr | Kwal. | Wynik | Okr. | Lider | Uwagi                | Źródło |
| ---- | -------------- | -- | ----- | ----- | ---- | ----- | -------------------- | ------ |
| 1946 | Henry Banks    | 31 | 21    | 27    | 32   | 0     | oś                   | [ 5 ]  |
| 1947 | Shorty Cantlon | 24 | 5     | 23    | 40   | 0     | śmiertelny wypadek   | [ 6 ]  |
| 1947 | Frank Wearne   | 31 | 15    | 14    | 128  | 0     | wypadek              | [ 6 ]  |
| 1948 | Eddie Zalucki  | 21 | NZ    |       |      |       |                      | [ 7 ]  |
| 1948 | Louis Durant   | 29 | NZ    |       |      |       |                      | [ 7 ]  |
| 1949 | George Lynch   | 26 | 8     | 32    | 1    | 0     | wypadek              | [ 8 ]  |
| 1950 | George Lynch   | 36 | NZ    |       |      |       |                      | [ 9 ]  |
| 1950 | Bill Schindler | 67 | 22    | 26    | 111  | 0     | przeniesienie napędu | [ 9 ]  |
| 1951 | George Lynch   | 36 | NZ    |       |      |       |                      | [ 10 ] |

### Formuła 1
W latach 1950–1960 wyścig Indianapolis 500 był eliminacją Mistrzostw Świata Formuły 1.
| Sezon | Zespół                     | Samochód      | Silnik      | Kierowcy       | Wyniki w poszczególnych eliminacjach | Wyniki w poszczególnych eliminacjach | Wyniki w poszczególnych eliminacjach | Wyniki w poszczególnych eliminacjach | Wyniki w poszczególnych eliminacjach | Wyniki w poszczególnych eliminacjach | Wyniki w poszczególnych eliminacjach | Wyniki w poszczególnych eliminacjach | Wyniki kierowców | Wyniki kierowców | Wyniki konstruktora | Wyniki konstruktora |
| 1950  |                            |               |             |                | Wielka Brytania                      | Monako                               | Stany Zjednoczone                    | Szwajcaria                           | Belgia                               | Francja                              | Włochy                               |                                      | Pkt.             | Msc.             | Pkt.                | Msc.                |
| ----- | -------------------------- | ------------- | ----------- | -------------- | ------------------------------------ | ------------------------------------ | ------------------------------------ | ------------------------------------ | ------------------------------------ | ------------------------------------ | ------------------------------------ | ------------------------------------ | ---------------- | ---------------- | ------------------- | ------------------- |
| 1950  | Auto Shippers              | Snowberger FD | Offenhauser | George Lynch   | -                                    | -                                    | NZ                                   | -                                    | -                                    | -                                    | -                                    |                                      | 0                | NS               | –                   | –                   |
| 1950  | Automobile Shippers/Rassey | Snowberger FD | Offenhauser | Bill Schindler | -                                    | -                                    | NU                                   | -                                    | -                                    | -                                    | -                                    |                                      | 0                | NS               | –                   | –                   |
| 1951  |                            |               |             |                | Szwajcaria                           | Stany Zjednoczone                    | Belgia                               | Francja                              | Wielka Brytania                      | Niemcy                               | Włochy                               |                                      | Pkt.             | Msc.             | Pkt.                | Msc.                |
| 1951  | Louis Rassey               | Rassey        | Offenhauser | George Lynch   | -                                    | NZ                                   | -                                    | -                                    | -                                    | -                                    | -                                    | -                                    | 0                | NS               | –                   | –                   |